# Alex & Co.
Alex & Co. ist eine italienische Jugend-Dramedy der Walt Disney Company, die von 3Zero2 produziert wurde. Die Erstausstrahlung erfolgte am 11. Mai 2015 auf dem Disney Channel in Italien. Die deutschsprachige Erstausstrahlung erfolgte am 24. April 2016 auf dem Free-TV-Sender Disney Channel. Das Serienfinale lief in Italien zwischen dem 26. Juni 2017 und dem 29. Juni 2017 im Disney Channel.

## Handlung

### Staffel 1
Es ist der erste Schultag in der neuen Schule. Der 14-jährige Alex Leoni besucht zusammen mit seinen besten Freunden aus der Grundschulzeit Nicole, welche heimlich in Alex verliebt ist und Christian, Alex’ bester Freund, das Melsher Gymnasium. Dank Nicole wird der kluge, aber auch einsame und schüchterne Sam mit in die Gruppe aufgenommen. Und auf Drängen Alex stößt auch die hübsche und freundliche Emma mit hinzu. Er verliebt sich sofort in Emma und sie scheint diese Gefühle zu erwidern. Alex stellt sich das Gymnasium als einen Ort der Kreativität vor, wird aber gleich am ersten Schultag sehr enttäuscht. Der Schulleiter Ferrari will, dass sein Gymnasium den ersten Platz in der Rangliste der hervorragendsten Schulen belegt. Dies bedeutet für die Schüler, dass sie sich auf den Unterricht konzentrieren sollen, und alle anderen künstlerischen Aktivitäten wie Musik, Gesang und Schauspiel verboten sind.
Am ersten Schultag treffen die fünf Freunde auf Linda, das beliebteste Mädchen der Schule, Samantha und Rebecca, die Handlangerinnen von Linda und Tom, Lindas beliebten Freund und aktuellen Kapitän der Fußballmannschaft der Schule. Linda und Tom sehen wie sich die fünf Freunde beliebt machen wollen. Beide erlauben sich einen Scherz und schicken die fünf Freunde in eine falsche Richtung. Dort angekommen, befinden sie sich in einem älteren und verlassenen Teil der Schule, der sich jedoch als ein magischer Ort entpuppt. Professor Strozzi, welcher den Spitznamen „Scorpione“ trägt, ist ein sehr strenger Lehrer, welcher auch die Ansichten des Schulleiters vertritt. Glücklicherweise gibt es noch Professor Belli, welcher eine andere Ansicht als manche seiner Kollegen vertritt. Er bestärkt die fünf Freunde darin, ihren Weg im Leben zu finden. Zudem liebt Professor Belli die Musik und versucht immer mehr Leute davon zu überzeugen, dass die Musik ein Teil des Lebens ist. Nach dem Unterricht kehren die fünf Freunde wieder zu diesem verlassenen und faszinierenden Ort in der Schule zurück und beschließen, dass es zu ihrem geheimen Treffpunkt wird. Hier können sie singen und trainieren und gründen eine Band namens „Sound Aloud“. Professor Belli entdeckt die fünf Freunde und hilft ihnen in jeder Hinsicht. Doch es besteht die Gefahr, dass es, falls sie entdeckt werden, für alle schwerwiegende Folgen haben könnte.
Die Liebesgeschichte zwischen Alex und Emma scheint zunächst gut zu verlaufen, bis Alex ihr nicht mehr vertraut, weil sie vor den anderen verheimlicht hat, dass sie die Tochter des Schulleiters ist. Trotz allem bleiben sie zusammen, worunter Nicole leidet, welche auch in Alex verliebt ist. Um ihre Band bekannt zu machen, schreiben sie das Lied „Music Speaks“ und drehen ein Musikvideo im Park. Linda zeigt dieses Musikvideo Emmas Vater, welcher dagegen ist, dass seine Tochter singt. Daraufhin wird er sehr wütend und verbietet Emma zu singen und ihre Freunde zu besuchen. Währenddessen hat die Schule gute Chancen den ersten Platz in der Rangliste der hervorragendsten Schulen zu belegen. Und Schulleiter Ferrari will um jeden Preis gewinnen. Zudem versucht Professor Strozzi alles, um Professor Belli loszuwerden. Endlich kommt der lang ersehnte Moment: Eine Plattenfirma will die Band treffen. Vor dem Treffen mit der Plattenfirma küssen Emma und Alex sich. Nicole, die diese Szene beobachtet, wird traurig und fängt an zu weinen. Aber leider will die Plattenfirma Sam ausschließen, weil er nicht cool genug sei, so dass die Freunde entscheiden, den Vertrag nicht zu akzeptieren. Aufgrund ihrer steigenden Popularität werden die fünf Freunde zu einer Kostümparty eingeladen. Auf der Kostümparty tragen Emma und Nicole das gleiche Kostüm. Alex verwechselt die beiden versehentlich und küsst Nicole. Im Gegensatz zu Nicole, welche den Kuss genossen hat, ist es Alex peinlich und er ist auch verwirrt.
In der Schule findet die Schülersprecherwahl statt, bei welcher Linda und Nicole gegeneinander antreten. Nicole bietet den Schülern ein Programm voller kreativer und interessanter Dinge an und gewinnt die Wahl. Die Beziehung zwischen Alex und Nicole wird seltsam. Alex ist zunehmend davon überzeugt, es mit Nicole auszuprobieren, hat aber Angst, dass Emma denkt, dass sie vielleicht nicht wirklich Alex’ Seelenverwandte ist. Sam fängt an, mit einem geheimnisvollen Mädchen namens „Math Girl“ zu chatten. Die fünf Freunde und Professor Belli werden im geheimen Treffpunkt gefunden. Der Schulleiter bestraft die fünf Freunde und ganz besonders Professor Belli. Die Freunde wollen im ersten Moment mit der Musik aufhören. Doch dann können sie am Flash-Rock-Festival teilnehmen, bei dem Emma nicht dabei sein kann, da sie Hausarrest hat. Auf dem Festival singen Alex und Nicole das Liebeslied All the While. Nach dem Konzert hat Alex keinen Zweifel mehr: er gesteht Nicole seine Liebe.
Emma findet derweilen heraus, dass ihr Vater sein Amt niederlegen wird, wenn sie nicht den ersten Platz in der Rangliste der hervorragendsten Schulen belegen, und Professor Strozzi dann der neue Schulleiter wird. Alex und seine Freunde beschließen teilzunehmen, damit ihre Schule gewinnt. Sie schaffen es, zu gewinnen und zeigen dem Schulleiter auf, dass sie Professor Belli vieles zu verdanken haben. Schulleiter Ferrari erkennt, dass Professor Belli doch nicht so nutzlos ist. Nach dem Sieg ihrer Schule trennen sich Alex und Emma dauerhaft und Alex gesteht Christian, dass er Angst habe mit Nicole eine Beziehung einzugehen, weil es womöglich ihre Freundschaft ruinieren könnte. Nicole belauscht dieses Gespräch und ist sehr enttäuscht. Emma spricht mit Christian über seine Gefühle und erwidert diese.
In der Zwischenzeit, hat Sam ein Problem sein Stipendium zu beantragen, weil Linda wieder ihre Finger im Spiel hatte. Alex und die anderen beschließen daraufhin, ein Benefizkonzert zu veranstalten, um Geld für Sams Studium zu sammeln. Schulleiter Ferrari, belohnt sie mit guten schulischen Leistungen und entschließt sich die Schulband auftreten zu lassen. Zudem gibt er bekannt, dass er beabsichtigt, im nächsten Schuljahr, nach Professor Bellis Vorstellungen, in den Lehrplan kreative Schulfächer wie Musik aufzunehmen. Die fünf Freunde sind im siebten Himmel. Vor dem Konzert, haben Alex und Nicole einen Moment zum Reden und sprechen sich aus, sie küssen sich und kommen zusammen. Das Konzert war ein voller Erfolg und das erste Schuljahr im Gymnasium endet wundervoll. Christian fängt an, ein Liebeslied für Emma zu schreiben und Sam scheint immer näher an das geheimnisvolle Mädchen heranzutreten. Alex und Nicole sind ein glückliches Paar. Doch in der Zwischenzeit reden die Eltern von Alex mit Professor Belli und offenbaren ihm, dass sie vorhaben zusammen mit Alex in die USA zu ziehen.

## Figuren

### Hauptfiguren
Alex Leoni ist fünfzehn (zu Beginn der Serie vierzehn) und der Protagonist der Serie. Er ist sehr intelligent, lustig, großzügig, charismatisch und einfallsreich. Alex besitzt, eine große Leidenschaft für die Musik. Er ist immer bereit, andere zu verteidigen und den Bedürftigen zu helfen. Seine Freunde und seine Familie sind Alex sehr wichtig, so dass er sie auch mal zu schwierigen Entscheidungen drängt, die zu ihrem besten Wohle sind. Alex ist der Anführer der Band Alex & Co. (früher Sound Alound), welche er mit seinen besten Freunde gründete.
Emma Ferrari ist fünfzehn (zu Beginn der Serie vierzehn). Sie ist ein nettes, hübsches, lustiges, weltoffenes und scheinbar selbstbewusstes Mädchen. Doch im Inneren braucht sie immer Zustimmung eines Freundes. Emma singt gern und liebt die Musik. Sie ermutigt, die anderen ihrer Leidenschaft für die Musik zu folgen. Ihr Traum ist es Teil einer erfolgreichen Band zu sein. Emma steht zwischen zwei Jungen und muss den Richtigen finden.
Nicole De Ponte ist fünfzehn (zu Beginn der Serie vierzehn). Sie ist empfindlich, großzügig, hübsch und schüchtern. Nicole mag es nicht, im Mittelpunkt zu stehen, selbst wenn sie bereit ist, auf die Bühne zu gehen, um mit ihren Freunden zu singen. Sie wird immer von den Drang getrieben, dinge die sie als ungerecht empfindet, zu ändern. Nicole nimmt alles sehr ernst und versucht sich sowie ihren Idealen treu zu bleiben. Sie liebt Alex, und obwohl er viele Fehler begeht, ist sie immer bereit, ihm zu vergeben.
Samuele „Sam“ Costa ist fünfzehn (zu Beginn der Serie vierzehn). Er ist klug, verantwortungsvoll, ernst und scheu. Sam ist ein fleißiger Schüler. Sein Ziel ist es, gute Noten in der Schule zu bekommen, weil er eine der besten Universitäten des Landes besuchen will, aber nicht über die finanziellen Mittel verfügt, um dieses Vorhaben umzusetzen. Sam lebt bei seiner Großmutter und verliebt sich in ein Mädchen, welches aus seiner Sicht in einer anderen Welt lebt.
Christian Alessi ist fünfzehn (zu Beginn der Serie vierzehn). Er ist hübsch, niedlich, fröhlich, freundlich und ein wenig arrogant. Christian ist der beste Freund von Alex. Er wird von den Mädchen sehr bewundert, hat aber Angst sein Herz zu öffnen. Doch seit er das richtige Mädchen kennt, lernt Christian seine Gefühle auszudrücken. Er ist ein sehr talentierter Fußballspieler und wird zum Kapitän des Fußballteams der Schule ernannt.

### Nebenfiguren
Linda ist das beliebteste Mädchen des Melsher Gymnasiums und mit dem ehemaligen Fußballkapitän Tom zusammen. Sie tritt immer in Begleitung von Rebecca und Samantha auf und ist von allen gefürchtet. Wenn sich jemand von Lindas Freunden wagt ihr zu widersprechen, nutzt sie deren Schwächen aus. Sie versucht immer Alex und seine Freunde zu sabotieren. Die einzige Person, die sich nicht vor Linda fürchtet, ist Nicole und ihre Freunde, was sie sehr wütend macht. Sie hat keine Schwächen, außer dass sie in Christian verliebt ist, welcher aber für sie nichts empfindet. Sie versucht immer wieder Christian und Emma auseinander zu bekommen aber dies gelingt ihr nicht.
Tom ist ein beliebter Schüler und Kapitän des Fußballteams der Schule und ist bereit, alles zu tun, um diese Position zu halten. Er ist mit Linda zusammen. Tom ist der Erzfeind von Alex und seinen Freunden, und mit Hilfe von Barto und Linda versucht er, sie auf jede Weise loszuwerden. Insbesondere Christian ist ihm ein Dorn im Auge, nicht nur, weil er Tom als Kapitän des Fußballteams ablöste, was ihm sehr missfällt, sondern auch, weil Tom beobachtete wie Christian und Linda sich küssen.
Rebecca ist modeliebend und anfangs leicht dümmlich, das verändert sich aber mit der Zeit. Sie ist die beste Freundin von Linda, würde aber gerne mehr berücksichtigt werden. Ihr ist bewusst, dass es ihr großes Ansehen und Respekt in sozialer Hinsicht bringt, wenn sie mit dem beliebtesten Mädchen der Schule zusammen auftritt. Rebecca ist eine Handlangerin von Linda und würde nicht einmal in Traum daran denken Linda zu widersprechen. Wenn dieser Fall doch eintritt, zieht sie ihre Aussage nach kurzer Zeit wieder zurück. Später verliebt sie sich in ihren Nachhilfelehrer Sam und wird immer unsicherer was Linda und ihre Pläne angeht.
Samantha ist hübsch, selbstsicher und ziemlich dümmlich. Niemand weiß, warum Linda entschieden hat, sie mit in ihre Gruppe aufzunehmen. Ihr besonderes Talent ist es, Linda zu imitieren. Sie liebt rosa Dinge und Schuhe. Wenn man sie fragt, was ihre besondere Eigenschaft sei, antwortet sie: „Eine Freundin von Linda zu sein“.
Barto ist der Schulschläger und Toms loyaler bester Freund. Er ist dumm und argumentieren ist nicht seine Stärke. Er bevorzugt die Verwendung von Gewalt und Drohungen. Sein einziger Zweck ist es, Tom jeden Wunsch zu erfüllen. Er hat eine große Leidenschaft fürs Essen. Barto spielt im Fußballteam der Schule mit, aber das Wort Team bedeutet für ihn nur „Ich und Tom“.
David ist siebzehn. Er macht ein Praktikum als Assistent Koch im neuen Kochkurs, welcher als außerschulische Aktivität am Melsher Gymnasium angeboten wird. Vom ersten Tag an, zeigt David eine große Interesse an Nicole, eine Interesse, die er nie zu verbergen versucht, obwohl er wusste, dass Nicole und Alex zusammen sind. Seine Einstellung führt zur Entfesselung der Eifersucht von Alex und führt schließlich, zu Diskussionen und Missverständnisse zwischen den beiden Liebenden. Einer dieser Missverständnisse, führt schließlich dazu, dass David den Kochkurs sowie die Schule verlassen muss.
Rektor Augusto Ferrari ist der Schulleiter des Melsher Gymnasiums und Vater von Emma. Er ist sehr streng und kann nicht akzeptieren, dass in seiner Schule außerhalb des Unterrichts künstlerische Aktivitäten durchgeführt werden. Als er entdeckt, dass seine Tochter in einer Band spielt, wird er sehr wütend. Am Ende der ersten Staffel versteht er aber die Bedeutung von Musik und ist stolz auf seine Tochter und beobachtet sie bei einem Bandauftritt.
Professor Belli ist ein Lehrer für Literatur am Melsher Gymnasium und ein ehemaliger Schüler der Schule. Er unterscheidet sich sehr von den anderen Professoren, denn sein Unterricht macht viel mehr Spaß und er versteht sich mit den Schülern sehr gut. Seine große Leidenschaft ist die Musik. Professor Belli wird aufgrund seines alternativen Unterrichtsstils gekündigt, kann aber mit Hilfe einiger Schüler, die dem Schulleiter zeigen, dass sein Unterrichtsstil positive Auswirkungen hat, zurückkehren.
Professor Scorpione Strozzi ist ein Lehrer am Melsher Gymnasium. Er ist sehr streng und anspruchsvoll, daher hat er von den Schülern den Spitznamen Scorpione bekommen. Er versucht Professor Belli zu sabotieren, damit er die Schule verlassen muss. Auch sollte er der neue Schulleiter werden, was glücklicherweise nicht geschehen ist.
Nina ist die Hausmeisterin der Schule. Nina hilft, den fünf Freunden immer in heiklen Fragen, und sie in deren Geschmack und Möglichkeiten des Handelns einzubeziehen.

## Besetzung und Synchronisation
Die deutsche Synchronisation entsteht unter dem Dialogbuch von Jeffrey Wipprecht und Sigrid Scheurer sowie unter der Dialogregie von Michael Pan und Michael Ernst durch die Synchronfirma SDI Media Germany GmbH in Berlin.

### Hauptpersonen
| Rollenname          | Schauspieler/in    | Hauptrolle Folgen             | Nebenrolle Folgen | Synchronsprecher/in |
| ------------------- | ------------------ | ----------------------------- | ----------------- | ------------------- |
| Alex Leoni          | Leonardo Cecchi    | 1.01–Spezialfolge 4           |                   | Patrick Baehr       |
| Emma Ferrari        | Beatrice Vendramin | 1.01–Spezialfolge 4           |                   | Tanja Schmitz       |
| Nicole De Ponte     | Eleonora Gaggero   | 1.01–Spezialfolge 4           |                   | Lydia Morgenstern   |
| Samuele Sam Costa   | Federico Russo     | 1.01–3.10                     |                   | Sebastian Fitzner   |
| Christian Alessi    | Saul Nanni         | 1.01–3.10                     |                   | Patrick Keller      |
| Rebecca Guglielmino | Giulia Guerrini    | 3.11–Spezialfolge 4           | 1.01–3.10         | Jennifer Weiß       |
| Clio Pinto          | Miriam Dossena     | 3.11–3.20                     | 3.01–3.10         | Alice Bauer         |
| Raimondo Ray        | Riccardo Alemanni  | 3.11–Spezialfolge 4           | 3.09–3.10         |                     |
| Matteo Matt         | Luca Valenti       | Spezialfolge 1–Spezialfolge 4 | 3.13–3.20         |                     |
| Penny               | Olivia-Mai Barrett | Spezialfolge 1–Spezialfolge 4 |                   |                     |

### Nebenpersonen
| Rollenname                 | Schauspieler/in             | Nebenrolle Folgen             | Synchronsprecher/in       |
| -------------------------- | --------------------------- | ----------------------------- | ------------------------- |
| Linda Rossetti             | Lucrezia Roberta Di Michele | 1.01-Spezialfolge 4           | Magdalena Turba           |
| Tom                        | Daniele Rampello            | 1.01–2.18                     | Maximilian Artajo         |
| Samantha Ferri             | Asia Corvino                | 1.01-Spezialfolge 3           | Julia Stoepel             |
| Barto                      | Anis Romdhane               | 1.01–2.18                     | Amadeus Strobl            |
| Rektor Augusto Ferrari     | Roberto Citran              | 1.01–3.20                     | Uli Krohm                 |
| Nina                       | Debora Villa                | 1.01–3.20                     | Cathlen Gawlich           |
| Professor Skorpion Strozzi | Nicola Stravalaci           | 1.01–3.17                     | Michael Pan               |
| Professor Giovanni Belli   | Michele Cesari              | 1.01–3.11                     | Tobias Nath               |
| Elena Leoni                | Elena Lietti                | 1.01–2.18                     | Katrin Zimmermann         |
| Joe Leoni                  | Enrico Oetiker              | 1.01–2.18                     | Nico Sablik               |
| Wilma                      | Gabriella Franchini         | 1.05–2.13                     | Daniela Hoffmann          |
| Diego Leoni                | Massimiliano Magrini        | 1.08–2.18                     | Bernd Vollbrecht          |
| Sara De Ponte              | Sara Ricci                  | 1.08–1.13                     |                           |
| Sara De Ponte              | Sara D'Amario               | Spezialfolge 2-Spezialfolge 4 |                           |
| Rick De Ponte              | Riccardo Festa              | 1.08-Spezialfolge 4           |                           |
| Monica Alessi              | Linda Collini               | 1.08–1.13                     |                           |
| Igor Alessi                | Jgor Barbazza               | 1.08–1.13                     |                           |
| Victoria Williams          | Chiara Iezzi Cohen          | 2.01–2.18                     | Sabine Arnhold            |
| Jody                       | Jody Cecchetto              | 2.01–2.18                     | Constantin von Jascheroff |
| David                      | Jacopo Coleschi             | 2.01–2.13                     | David Turba               |
| Diana Jones                | Sara Borsarelli             | 3.01–3.11                     |                           |
| Sara                       | Enrica Pintore              | 3.02–3.20                     | Rubina Kuraoka            |
| Giada Guglielmino          | Arianna Amadei              | 3.11-Spezialfolge 3           | Jodie Blank               |
| Ivan                       | Paolo Fantoni               | 3.12–3.20                     |                           |
| Sonia                      | Yvonne Giovanello           | 3.18-Spezialfolge 4           |                           |
| Arturo                     | Massimiliano Varrese        | Spezialfolge 1–Spezialfolge 4 |                           |
| Camilla                    | Shannon Gaskin              | Spezialfolge 2–Spezialfolge 4 |                           |
| Bakìa                      | Merissa Porter              | Spezialfolge 4                |                           |
| Freddy Wolf                | Ben Richards                | Spezialfolge 4                |                           |

## Ausstrahlung
Italien
Die erste Staffel von Alex & Co. wurde vom 11. Mai 2015 bis zum 27. Mai 2015 auf dem italienischen Disney Channel ausgestrahlt. Die zweite Staffel war vom 27. September 2015 bis zum 29. November 2015 im italienischen Disney Channel zu sehen. Die dritte Staffel wurde vom 24. September 2016 bis zum 18. Februar 2017 im italienischen Disney Channel ausgestrahlt. Zwischen den 26. Juni 2017 und dem 29. Juni 2017 strahlte der italienischen Disney Channel vier Spezialfolgen aus, welche das Serienende bilden.
Deutschland
Die deutschsprachige Erstausstrahlung der ersten Staffel erfolgte von 24. April 2016 bis zum 3. Juli 2016 auf dem Disney Channel. Die deutschsprachige Erstausstrahlung der zweiten Staffel erfolgte von 25. Juli 2016 bis zum 17. August 2016 auf dem Disney Channel. Die deutschsprachige Erstausstrahlung der dritten Staffel war ursprünglich für 2017 im Disney Channel geplant. Die dritte Staffel wurde, wie Soy Luna, in der Disney Channel App erstveröffentlicht. Jeden Freitag zwischen dem 25. Januar und 15. Februar 2019 wurden je fünf Folgen ebenda veröffentlicht. Ein Termin für die Ausstrahlung der Spezialfolgen im deutschsprachigen Raum ist nicht bekannt.

### Übersicht
| Staffel       | Episoden | Erstausstrahlung in Italien (Disney Channel) | Erstausstrahlung in Italien (Disney Channel) | Erstveröffentlichung in Deutschland (Disney Channel) | Erstveröffentlichung in Deutschland (Disney Channel) |
| Staffel       | Episoden | Staffelpremiere                              | Staffelfinale                                | Staffelpremiere                                      | Staffelfinale                                        |
| ------------- | -------- | -------------------------------------------- | -------------------------------------------- | ---------------------------------------------------- | ---------------------------------------------------- |
| 1             | 13       | 11. Mai 2015                                 | 27. Mai 2015                                 | 24. April 2016                                       | 3. Juli 2016                                         |
| 2             | 18       | 27. September 2015                           | 29. November 2015                            | 25. Juli 2016                                        | 17. August 2016                                      |
| 3             | 20       | 24. September 2016                           | 18. Februar 2017                             | 25. Januar 2019 (nur Disney Channel App)             | 15. Februar 2019 (nur Disney Channel App)            |
| Spezialfolgen | 4        | 26. Juni 2017                                | 29. Juni 2017                                | –                                                    | –                                                    |

### Internationale Ausstrahlung

#### Staffel 1
| Land | Sender                                 | Premiere           | Ausstrahlungstitel    | Ref.   |
| --- | -------------------------------------- | ------------------ | --------------------- | ------ |
| Italien | Disney Channel Italien                 | 11. Mai 2015       | Alex & Co.            | [ 1 ]  |
| Åland Schweden Norwegen Dänemark Finnland Island | Disney Channel Skandinavien            | 13. Oktober 2015   | Alex & Co.            | [ 10 ] |
| Polen | Disney Channel Polen                   | 17. Oktober 2015   | Alex i spółka         | [ 11 ] |
| Frankreich | Disney Channel Frankreich              | 4. November 2015   | Alex & Co.            | [ 12 ] |
| Niederlande Belgien | Disney Channel Niederlande und Belgien | 22. November 2015  | Alex & Co.            | [ 13 ] |
| Spanien | Disney Channel Spanien                 | 11. Januar 2016    | Alex & Friends        | [ 14 ] |
| Bulgarien | Disney Channel Bulgarien               | 1. Februar 2016    | Групата на Алекс      | [ 15 ] |
| Rumänien | Disney Channel Rumänien                | 1. Februar 2016    | Alex și trupa         | [ 16 ] |
| Tschechien Slowakei | Disney Channel Tschechien              | 6. Februar 2016    | Alex & spol.          | [ 17 ] |
| Ungarn | Disney Channel Ungarn                  | 6. Februar 2016    | Alex és bandája       | [ 18 ] |
| Griechenland | Disney Channel Griechenland            | 3. März 2016       | Ο Άλεξ κι η Παρέα του | [ 19 ] |
| Südafrika | Disney Channel Südafrika               | 3. März 2016       | Alex & Co.            | [ 20 ] |
| Arabische Liga | Disney Channel Naher Osten             | 3. März 2016       | Alex & Co.            | [ 20 ] |
| Serbien Kroatien Bosnien und Herzegowina Nordmazedonien Montenegro | Disney Channel Balkan                  | 3. März 2016       | Alex & Co.            | [ 20 ] |
| Deutschland Österreich Schweiz Liechtenstein | Disney Channel Deutschland             | 24. April 2016     | Alex & Co.            | [ 7 ]  |
| Vereinigtes Königreich Irland | Disney Channel UK und Irland           | 24. Juli 2017      | Alex & Co.            | [ 21 ] |
| Argentinien Bolivien Chile Kolumbien Kuba Costa Rica Ecuador El Salvador Guatemala Haiti Honduras Nicaragua Mexiko Panama Paraguay Peru Dominikanische Republik Uruguay Venezuela | Disney Channel Lateinamerika           | 25. September 2017 | Alex & Co.            | [ 22 ] |
| Brasilien | Disney Channel Brasilien               | 25. September 2017 | Alex & Co.            | [ 22 ] |

#### Staffel 2
| Land                                                               | Sender                                 | Premiere           | Ausstrahlungstitel    | Ref.   |
| ------------------------------------------------------------------ | -------------------------------------- | ------------------ | --------------------- | ------ |
| Italien                                                            | Disney Channel Italien                 | 27. September 2015 | Alex & Co.            | [ 23 ] |
| Polen                                                              | Disney Channel Polen                   | 7. März 2016       | Alex i spółka         | [ 24 ] |
| Frankreich                                                         | Disney Channel Frankreich              | 6. April 2016      | Alex & Co.            | [ 25 ] |
| Niederlande Belgien                                                | Disney Channel Niederlande und Belgien | 3. Juli 2016       | Alex & Co.            | [ 26 ] |
| Griechenland                                                       | Disney Channel Griechenland            | 7. Juli 2016       | Ο Άλεξ κι η Παρέα του | [ 27 ] |
| Südafrika                                                          | Disney Channel Südafrika               | 7. Juli 2016       | Alex & Co.            | [ 28 ] |
| Arabische Liga                                                     | Disney Channel Naher Osten             | 7. Juli 2016       | Alex & Co.            | [ 28 ] |
| Serbien Kroatien Bosnien und Herzegowina Nordmazedonien Montenegro | Disney Channel Balkan                  | 7. Juli 2016       | Alex & Co.            | [ 28 ] |
| Deutschland Österreich Schweiz Liechtenstein                       | Disney Channel Deutschland             | 25. Juli 2016      | Alex & Co.            | [ 7 ]  |
| Spanien                                                            | Disney Channel Spanien                 | 12. September 2016 | Alex & Friends        | [ 29 ] |
| Bulgarien                                                          | Disney Channel Bulgarien               | 10. Oktober 2016   | Групата на Алекс      | [ 30 ] |
| Rumänien                                                           | Disney Channel Rumänien                | 10. Oktober 2016   | Alex și trupa         | [ 31 ] |
| Tschechien Slowakei                                                | Disney Channel Tschechien              | 10. Oktober 2016   | Alex & spol.          | [ 32 ] |
| Ungarn                                                             | Disney Channel Ungarn                  | 10. Oktober 2016   | Alex és bandája       | [ 33 ] |

#### Staffel 3
| Land                                                               | Sender                         | Premiere           | Ausstrahlungstitel    | Ref.   |
| ------------------------------------------------------------------ | ------------------------------ | ------------------ | --------------------- | ------ |
| Italien                                                            | Disney Channel Italien         | 24. September 2016 | Alex & Co.            | [ 34 ] |
| Frankreich                                                         | Disney Channel Frankreich      | 4. März 2017       | Alex & Co.            | [ 35 ] |
| Spanien                                                            | Disney Channel Spanien         | 20. März 2017      | Alex & Friends        | [ 36 ] |
| Griechenland                                                       | Disney Channel Griechenland    | 3. April 2017      | Ο Άλεξ κι η Παρέα του | [ 37 ] |
| Südafrika                                                          | Disney Channel Südafrika       | 3. April 2017      | Alex & Co.            | [ 37 ] |
| Arabische Liga                                                     | Disney Channel Naher Osten     | 3. April 2017      | Alex & Co.            | [ 37 ] |
| Serbien Kroatien Bosnien und Herzegowina Nordmazedonien Montenegro | Disney Channel Balkan          | 3. April 2017      | Alex & Co.            | [ 37 ] |
| Polen                                                              | Disney Channel Polen           | 24. April 2017     | Alex i spółka         | [ 38 ] |
| Tschechien Slowakei                                                | Disney Channel Tschechien      | 24. April 2017     | Alex & spol.          | [ 39 ] |
| Ungarn                                                             | Disney Channel Ungarn          | 24. April 2017     | Alex és bandája       | [ 40 ] |
| Bulgarien                                                          | Disney Channel Bulgarien       | 8. Mai 2017        | Групата на Алекс      | [ 41 ] |
| Rumänien                                                           | Disney Channel Rumänien        | 8. Mai 2017        | Alex și trupa         | [ 42 ] |
| Deutschland Österreich Schweiz Liechtenstein                       | Disney Channel Deutschland App | 25. Januar 2019    | Alex & Co.            | [ 9 ]  |

#### Spezialfolgen
| Land    | Sender                 | Premiere      | Ausstrahlungstitel | Ref.  |
| ------- | ---------------------- | ------------- | ------------------ | ----- |
| Italien | Disney Channel Italien | 26. Juni 2017 | Alex & Co.         | [ 3 ] |

## Medien
Soundtrack
Am 29. Januar 2016 erschien in Italien der erste Soundtrack zur Serie. In Deutschland ist eine Veröffentlichung momentan nicht geplant.
| Titel                   | Albumdetails | Chartplatzierungen | Chartplatzierungen | Chartplatzierungen | Zertifizierungen |
| Titel                   | Albumdetails | DE                 | AT                 | CH                 | Zertifizierungen |
| ----------------------- | --- | ------------------ | ------------------ | ------------------ | ---------------- |
| Alex & Co. - We Are One | - Erscheinungsdatum: 29. Januar 2016 (IT) - Herausgeber: Walt Disney Records - Formate: CD, Download - Liedtexter: Daniele Coro, Federica Camba, Enrico Sibilla, Gaetano Cappa und Salvatore Iorio |                    |                    |                    |                  |

## Lieder
Staffel 1
1. Music Speaks:  gesungen von den Hauptpersonen.[44]
2. All The While: geschrieben von gesungen von Leonardo Cecchi (Alex) und Eleonora Gaggero (Nicole).[45]

Staffel 2
1. We Are One: geschrieben von

gesungen von den  Hauptpersonen.
1. Likewise:  geschrieben von gesungen von  Giulia Guerrini (Rebecca) und Federico Russo (Sam).[47]
2. Unbelievable:  geschrieben von gesungen von den Hauptpersonen.[48]
3. Oh My Gloss:  geschrieben von  gesungen von Lucrezia Di Michele (Linda), Giulia Guerrini (Rebecca) und Asia Corvino (Samantha).[49]
4. Truth or Dare: geschrieben von, gesungen von Hauptpersonen.[50]
5. Music Speaks: (Spezial Version) geschrieben von, gesungen von Carola Campagna.[51]
6. We Are One: (Spezial Version) gesungen von  Carola Campagna.

Staffel 3
1. I Am Nobody:geschrieben von

gesungen von Leonardo Cecchi (Alex als Nobody).
1. Welcome To Your Show: gesungen von den Hauptpersonen.
2. So Far Yet So Close: gesungen von Beatrice Vendramin (Emma) und Riccardo Alemanni (Ray)
3. The Magic Of Love: gesungen von Leonardo Cecchi (Alex).

Film
1. I Can See The Stars: geschrieben von

```
gesungen von den Hauptpersonen.
```

1. The Strawberry Place: gesungen von den Hauptpersonen.

Spezialfolgen
1. Live It Up: gesungen von Merissa Porter (Bakìa).
2. The Universe Owes You One: von Leonardo Cecchi (Alex) und Merissa Porter (Bakìa).

## Spin-offs
Seit dem 8. Februar 2016 zeigt der italienische Disney Channel eine mehrminütige Serie namens Radio Alex. In der Kurzserie moderiert Alex (gespielt von Leonardo Cecchi) eine Radiosendung beim Schulradiosender des Melsher Gymnasiums. In seiner Radiosendung spricht Alex mit einem Studiogast über verschiedene Themen, welche das Erwachsenwerden betreffen. Daneben wird auch Musik gespielt, und über diese gesprochen.

## Kinofilm
Am 2. Dezember 2015 kündigte die The Walt Disney Company Italien an, einen Kinofilm basierend auf der erfolgreichen italienischen Disney-Channel-Serie Alex & Co. zu produzieren, der für September 2016 geplant war. Am 31. März 2016 wurde bekannt, dass Luis Prieto für die Regie und Gennaro Nunziante für das Drehbuch verantwortlich sind. Die Filmveröffentlichung wurde von September 2016 auf den 24. November 2016 verschoben. Am 21. Oktober 2016 wurde bekannt, dass Luis Prieto durch Luca Lucini ersetzt wurde und dass der Film in Italien den Titel Come diventare grandi nonostante i genitori trägt. Daneben wurden die Namen einiger Schauspieler des Films veröffentlicht. Obwohl der Film auf der Serie Alex & Co. basiert, spielt er in einem Paralleluniversum, weshalb der Film keinerlei Einfluss auf die Handlung der Serie hat.
Die Premiere im deutschsprachigen Raum erfolgte am 27. August 2017 im Disney Channel.

## Quoten
In der Zielgruppe der Mädchen von 4–14 Jahren war die Premiere der Serie am 11. Mai 2015 die meistgesehene Premiere für den italienischen Disney Channel in den letzten drei Jahren. Die letzte Folge der ersten Staffel, ausgestrahlt am 27. Mai 2015, erreichte die höchste Einschaltquote, die je auf dem italienischen Disney Channel gemessen wurde. Die Folge wurde von 250.000 Zuschauern (150.000 Kinder 4–14 Jahre, 120.000 Mädchen 8–14 Jahre) gesehen.